# Tietgenprisen
Tietgenprisen (tidligere (C.F.) Tietgens Guldmedalje) er den ældste danske forskningspris inden for de sociale videnskaber. 
Prisen blev indstiftet i 1929 i anledningen af 100-året for C.F. Tietgens fødsel, og uddelingen foregik tidligere på C.F. Tietgens fødselsdag den 19. marts, hvor prisen blev uddelt af Foreningen til Unge Handelsmænds Uddannelse som belønning for en prisopgave. 
Foreningen bag prisen har senere skiftet navn til Danish Society for Education and Business (DSEB), men prisen gives fortsat til unge forskertalenter inden for erhvervsrettet samfundsvidenskab og humaniora, der i særlig grad har opnået resultater på den internationale scene. Tietgenprisen kan ikke søges, men tildeles på grundlag af indstilling fra dekanerne ved de danske forskningsinstitutioner.
Prisen bestod tidligere af 100.000 kr og en 25.6 grams guldmedalje, men fra 2014 er pengebeløbet hævet til 500.000 kr. Prisen overrækkes på DSEB og ICC Danmarks årsmiddag.

## Modtagere af prisen
Denne liste er ufuldstændig; hjælp gerne med at udfylde den.
- 1987 - Søren Brøndum, Copenhagen Business School
- 1991 - Peter Bogetoft, Copenhagen Business School
- 1993 - Nicolai Foss, Copenhagen Business School.
- 1999 - Annemarie Munk Riis, Copenhagen Business School[3]
- 1997 - Torben Hansen, Copenhagen Business School
- 2003 - Helena Skyt Nielsen, Aarhus Universitet[4]
- 2004 - Lone Bredahl Jensen, Handelshøjskolen i Århus, Volker Mahnke, CBS, og Casper Rose, CBS
- 2005 - Joachim Scholderer, Handelshøjskolen i Aarhus, og Markus Reitzig, CBS
- 2006 - Michael S. Dahl, Aalborg Universitet
- 2007 - Bjarne O. Brendstrup, Aarhus Universitet; Dannie Kjeldsgaard, Syddansk Universitet og Lars Bo Jeppesen, CBS
- 2008 - Anders Frederiksen, Handelshøjskolen i Århus, Dana Minbaeva, CBS, og Nikolaj Nottelmann, Syddansk Universitet
- 2009 - Christian Geisler Asmussen, CBS, og Steen Andersen, CBS
- 2010 - Sabina Nielsen, CBS, og Jakob Lauring, Aarhus Universitet
- 2011 - ikke uddelt
- 2012 - Alexander Josiassen, CBS, og Niels Johannesen, Københavns Universitet
- 2013 - Ulf Nielsson fra CBS, for forskning i finansielle markeder og antropolog Mads Daugbjerg fra Aarhus Universitet, for forskning i turisme
- 2014 - Rasmus Kleis Nielsen, RUC -  for forskning i danskernes medievaner, brug af nye teknologier og internationale udviklinger af nyhedsmedier
- 2015 - Ole Helby Petersen, RUC - for forskning i samarbejde mellem den offentlige og den private sektor
- 2016 - Marcus Møller Larsen, CBS - for forskning i outsourcing og off-shoring og hvorfor det lykkes for nogle virksomheder at flytte aktiviteter ud af landet, mens det mislykkes for andre.
- 2017 - Charlotte Jonasson, Aarhus Universitet
- 2018 - Mette Trier Damgaard, Aarhus Universitet og Sebastian Felix Schwemer, Københavns Universitet
- 2019 - Rune Kristian Lundedal Nielsen, IT Universitetet
- 2020 - Wiebke Marie Junk, Københavns Universitet og Francesco Rosati, DTU
- 2021 - Andreas Bjerre-Nielsen, Københavns Universitet og Laura Alessandretti, DTU
- 2022 - Florian Kock, CBS
- 2023 - Rasmus Grønved Nielsen, Københavns Universitet
- 2024 - Signe Sophus Lai og Sofie Flensburg, Københavns Universitet [5]